# Jリーグ中継 (NHK)
この項目では、日本放送協会 (NHK) が日本プロサッカーリーグ（Jリーグ）の試合を中継して放送するテレビ番組（スポーツ中継）について述べる。

## 概要
NHKはJリーグ発足以前の日本サッカーリーグ (JSL) の実況中継を行っていた実績を踏まえて、1993年のJリーグ発足当初から毎年公式戦（リーグ戦・ポストシーズンマッチ）の中継放送をNHK BS1→NHK BS、総合テレビで放送している。また、これらとは別に、各地域放送局制作で、対戦チームのホームタウン向けに随時ローカル中継が行われている（詳細はJリーグ中継#ローカル放送の項を参照）。年1-2回程度、複数の試合を多元生中継する「Jリーグスペシャル」が行われるのも特徴の一つである（詳細後述）。
NHKが共催として名を連ねている天皇杯の独占放送権も有しており、都道府県の決勝をローカルで、3回戦以降の注目カード（Jリーグ所属クラブの試合が中心）をBSで、決勝 を総合テレビで放送している。この場合はオープニングやテーマ曲は独自のものが用いられ、エンディングテーマは「日本サッカーの歌」のインストゥルメンタルバージョン（坂本龍一作曲・門倉聡編曲）が用いられる。
なお、同じ公式戦ながら、カップ戦であるYBCルヴァンカップと、スーパーカップであるFUJIFILM SUPER CUPについては民放（2024年時点では、前者がフジテレビジョン、後者が日本テレビ放送網）が地上波・衛星波の独占放映権を有しているため、NHKでは中継を行っていない。いずれも冠スポンサー大会であり、基本的に前者を「Jリーグカップ」、後者を「（Jリーグ）スーパーカップ」と他競技同様に冠スポンサーを用いない表記・呼称としている。
2011年1月1日（天皇杯決勝）より、本編オープニングの前に、サッカー番組用の共通アイキャッチが新設された。これは画面右中央部分にサッカーボールのデザインに使われる六角形のイメージと、その下に「FOOTBALL」という文字、画面左下に「SOCCER NHK SPORTS」のロゴが入ったもの。その後サッカーボールを蹴るイメージのイラストが画面右上から中央、そして再び右側に消え、六角形がパネルのように回転するというもの。2014年にはアイキャッチが新調された。また2017年度から2019年度は「サッカー見たい!!」をスローガンにサッカー中継PRキャンペーンを実施。これに伴い、乃木坂46 を起用したアイキャッチが新調され、サッカー中継・Jリーグタイムのオープニング以外にBS1のスポット枠でも放映されていた。使われていない時期もあったが、2025年4月からはオープニングアイキャッチを久々に導入して、NHKのスポーツ中継・関連番組の統一キャンペーンである「NHK SPORTS」の映像を使用している（総合テレビ・BS同様）。

### BS1→BS
リーグ戦は毎節1・2試合をBSで中継している。シーズン中は土曜日の19:00-21:00がJリーグ中継用の放送枠として確保されており、基本的にはこの時間帯の試合（19時キックオフ）を生中継する。2023年まで放送されていたBS1の定時ニュースであるNHK BSニュースは、試合中継のハーフタイム中に挿入されていた。なお、放映権を持つJリーグ側との調整により放送対象が土曜日のナイトマッチとならないケースも増えてきている。2012年からは放映権が更新され、土曜日のデイマッチの中継が増加しナイトマッチと合わせ2試合中継する節が増加した。また、19:00放送開始ながら録画放送となるケースもあり（試合開始が変更になった場合や、ほかのスポーツの生中継との兼ね合いによる）、この場合はハーフタイム等を編集することにより放送終了時間は20:50となる。
どの試合を中継するかはリーグ開始当初にあらかじめ割り当てられているが、終盤の各節についてはNHKに中継試合の選択権がある程度与えられている模様で、前節の終了時点で優勝争いに絡む試合（ただし、優先権契約を持っているスカパーJSAT→DAZNが独占中継権を行使しない試合に限られる）を中継することとしている。このため、終盤数節はBSでの中継試合が前もって決まっていないことが多い。この場合はデイマッチの生中継（地上波との平行放送）になることも多く、19時台には中継されない。また2019年以降は、総合テレビで全国放送が行われる節はBS中継が放送されないようになっていたが、2022年J1最終節(川崎フロンターレと横浜F・マリノスの優勝争い)で総合テレビとBS1での同時中継が一時的に復活した。また、2024年J1最終節（ガンバ大阪対サンフレッチェ広島）も総合テレビ とBSでの同時中継が行われている。
NHKが優先権契約を行っていた2006年まではBS1で毎節2・3試合を放送していた。この場合、試合日が分散される場合は各日1試合ずつの放映が基本であった。
2011年3月5日の2011年J1開幕節（柏レイソルvs清水エスパルス・日立柏サッカー場）までは旧・衛星第1テレビジョンからの放送で、デジタル放送も含めて標準画質（レターボックス16:9）となっていたが、同年4月23日の2011年J1第7節（川崎フロンターレvsベガルタ仙台・等々力陸上競技場）からは新・BS1に移行し、デジタル放送はハイビジョンにて放送されている。
BS1では原則としてJ1の試合のみ放送するが、まれにJ2の試合を放送する場合がある。浦和レッズがJ2に降格していた2000年は、J2のリーグ戦のうち、浦和の絡む3試合をBS1で放送、2003年11月23日には当時J2のアルビレックス新潟の昇格決定となった試合（vs大宮アルディージャ）をBS1で放送している。2010年以降は毎年J2の試合が数試合放送されていて、2013年以降は11月に行われる終盤の試合を放送している。2012年からはJ1昇格プレーオフ決勝戦（2018年より2022年まではJ1参入プレーオフ決定戦）を生中継している。
2023年12月にチャンネル統合されたNHK BSでも土曜日に「エキサイティングスポーツ」枠としてJリーグ中継のための放送枠が設定されている。2024年シーズン以降は、一部の節は中継を行わない節もある。

### 総合テレビ・BS hi
リーグ戦期間中は開幕節を始めとして、平均月1回のペースで総合テレビで中継している。土曜日のデイマッチの生中継が基本。この場合、NHKワールド・プレミアムでも同時放送の場合があるほか、かつてはBSハイビジョン (BShi)でも同時放送が行われていた。
このうち、開幕節については、総合テレビで1試合を生中継している（開幕カードでも一部の試合で地域向け放送として地元J2クラブの試合の差し替え放送が行われている）。また、優勝決定の可能性のある節ではその節開始時点での首位チームの試合を総合テレビで中継し（リーグ開始当初には与えられていなかった放映権が与えられる）、優勝決定となった場合にはそのまま引き続き優勝セレモニーまでが中継されることが通例となっている。2015年と2016年に行われたJリーグチャンピオンシップは準決勝と決勝第2戦を総合テレビで生中継した（Jリーグ公式戦がゴールデンタイムに地上波で全国中継されたのは11年ぶり）。
Jリーグクラブのある地域では全国中継放送時にカードを差し替えて地元Jリーグクラブの試合を放送する場合がある。全国中継がない場合でも通常番組を別日に移動させて放送する場合もある。なお、総合テレビとBS1で同じ試合を同時に全国中継することはない（地上波ローカル中継とBS1の同時中継は「Jリーグスペシャル」時に数回ある。後述参照）。
ローカル放送では時折ホームとアウェーの地元局でそれぞれ実況を差し替えることがある（2022年2月26日の札幌対広島戦での札幌局と広島局など）。また拠点局以外が中継する場合はJリーグ（実際の製作は各地域の映像製作会社または民放局）製作の公式映像を流用することがある。
2012年以降のローカル中継では、全国放送枠でローカル中継により差し替えを行う場合には、デジタル放送のマルチ編成を活用し、メインチャンネルでローカル中継による試合を、サブチャンネルで全国放送枠の試合を中継し、2試合同時中継を行う場合がある。
かつてのBShiにおける中継は2011年3月12日に予定されていたJ1第2節の中継が最後となる予定だったが、前日発生した東北地方太平洋沖地震（東日本大震災）の関係で試合が7月2日に順延となり、3月31日にBShiが放送終了となったため、BShiでの放送は2010年が最後となり、以後BS1に統合された。
なお、NHK総合のサイマル配信を行っているNHKプラスでは地上波との同時配信は実施するものの、追っかけ配信並びに見逃し配信には対応していない（NHKプラスでの同時配信自体を行わないケースもある）。

### 放送されない場合
夏季オリンピック などと並行開催となる場合は編成上、及びアナウンサー・解説者を含むスタッフの人員配置および放送枠の都合で放送されない場合がある。過去の事例として夏季五輪では2008年北京、2012年ロンドン、2016年リオ、2024年パリの各大会。五輪以外では2011年のナデシコパ。特別編成（2011 FIFA女子ワールドカップとコパ・アメリカ2011）がある。

## テーマ曲
NHKにおけるJリーグの中継では、中継の終了時に流されるテーマ曲が用意されており、曲名とアーティスト名がクレジット入りで紹介されている。近年のNHKのスポーツ中継ではクレジット入りの「イメージソング」が用意される事例はここ数年NHKのほかのスポーツ中継でも見られるが、このような形で「テーマ曲」が用意されるのは、オリンピック中継やサッカーワールドカップ中継を除けば唯一となっている。このテーマ曲はBSで放送されているJリーグタイムでもエンディングに使用されている。
なお、オープニング映像もJリーグ中継オリジナルのもので、通常NHKのスポーツ中継のテーマ曲となっている「スポーツショー行進曲」（NHKスポーツテーマ）は用いられない。
2010年後期以降は「NHKサッカー放送テーマソング」として、Jリーグ以外を含めたサッカー中継共通のテーマ曲として扱われており、Jリーグタイムのオープニングにも使われている。

## 解説者一覧
※2022年時点。五十音順。他局（DAZNや民放のローカル中継）のサッカー中継でも解説者として出演する人物もいる。（☆はヨーロッパのサッカー中継解説を2021年度まで兼務していた）
- ☆木村和司（2010年に横浜F・マリノス監督就任のため一時降板→2012・13年は主に海外サッカーを中心とした「ゲスト解説」扱い→2014年より本格的にレギュラー復帰）
- ☆小島伸幸
- 佐藤寿人
- ☆戸田和幸（近年Jリーグ中継での解説はDAZNが多い）
- 中村憲剛（2021年より出演）
- ☆名良橋晃（2009年より出演　「ゲスト解説」扱い。海外サッカーを担当することが多く、Jリーグは担当が少ない）
- ☆早野宏史
- 播戸竜二（2020年より出演）
- ☆福西崇史（2009年より出演　但し、同年は「ゲスト解説」扱いだった）
- 宮澤ミシェル
- 森岡隆三
- 山野孝義（関西以西で行われる試合の中継で登場することが多い）
- ☆山本昌邦

### 元解説者一覧
Jリーグ中継の解説を退いた後も、欧州サッカー中継やFIFAワールドカップ中継で『ゲスト解説』の扱いで出演するケースがある。
- 井原正巳
- 岡田武史
- 川勝良一
- 加茂周（近年は登場頻度は低く、関西地方のローカル中継担当がほとんどだった）
- ☆長谷川健太
- ☆原博実
- 松木安太郎（1995-98年ごろ。一時期『サタデースポーツ』キャスターを兼務）
- 森島寛晃
- 三浦泰年
- 山口素弘
- ☆平野孝（2011年より出演 主に東海地区ローカル中継やプレミアリーグ中継に「ゲスト解説」扱いで担当していたが、2013年よりスカパー!の『Jリーグマッチデーハイライト』キャスター就任のため降板。ただし海外サッカー中継では引き続き担当していた）

## 担当アナウンサー
NHKのJリーグ中継の場合、全国中継の場合は多くはNHKグローバルメディアサービス (G-Media NHK) に出向中のサッカー担当アナウンサーもしくはNHK放送センター（東京アナウンス室）および各地域拠点局所属のスポーツ担当アナウンサーが担当する。ローカル放送の場合は、基本的に各放送局のアナウンサーが担当している（各放送局の項を参考のこと）。
東京アナウンス室とG-Media出向のアナウンサーは今井美桜とBS『Jリーグタイム』を進行することがある。

## Jリーグスペシャル
2003年と2004年の5月の大型連休に「Jリーグスペシャルデー」と題し、当日のテレビの放送時間を統一・調整した上で（Jリーグは試合日程の編成には基本的に関与していない）、JリーグのホームタウンにあるNHKの各放送局が地元チームの試合に特化して実況放送を行っている。2004年は11月6日にもスペシャルデーを実施した。
2005年以降は全国放送カードが行われる日にローカル差し替えが行われる試合があり、これを生かした多元中継が行われる場合がある。
また、放映権の問題や土日分散開催もあって行われていなかったが、2010年に6年ぶりに「Jリーグスペシャル」としての多元中継が行われている。主に開幕節や大型連休中に放送を行っている。
総合テレビの放送では、メイン会場（あるいは東京のスタジオ）と全国各地の地域ごとの差し替え放送が行われるスタジアムを結び、試合前・ハーフタイム・試合終了後の3回に分けて全国共通パートを送り、それぞれの会場の試合の様子を刻々伝えていく。
2018年以降は、行われていない。

### 第1回
2003年5月5日放送。全試合15時30分開始。
全国放送
- 総合テレビ（下記地域放送カード対象地区除く）・衛星ハイビジョンテレビ　J1・鹿島アントラーズ - 横浜F・マリノス（カシマスタジアム）
- 衛星第1テレビ　J1・浦和レッドダイヤモンズ - 清水エスパルス（埼玉スタジアム）

地域放送（いずれも総合テレビ）
- J1
  - 東海地方、大分県　名古屋グランパスエイト - 大分トリニータ（瑞穂陸上競技場）
  - 近畿地方、宮城県　京都パープルサンガ - ベガルタ仙台（西京極陸上競技場）
- J2
  - 山梨県、山形県　ヴァンフォーレ甲府-モンテディオ山形（小瀬陸上競技場）
  - 福岡県　アビスパ福岡 - サンフレッチェ広島（東平尾公園博多の森球技場）[注 11]

### 第2回
2004年5月5日放送。全試合15時30分開始。
全国放送
- 総合テレビ（下記地域放送カード対象地区除く）・衛星ハイビジョンテレビ　J1・浦和レッドダイヤモンズ－鹿島アントラーズ（埼玉スタジアム）
- 衛星第1テレビ　J1・東京ヴェルディ1969－ジェフユナイテッド市原（味の素スタジアム）

地域放送（いずれも総合テレビ）
- J1
  - 東海地方、新潟県　名古屋グランパスエイト－アルビレックス新潟（瑞穂陸上競技場）
  - 近畿地方、広島県　セレッソ大阪－サンフレッチェ広島（長居スタジアム）
- J2
  - 北海道　コンサドーレ札幌－川崎フロンターレ（厚別競技場）
  - 東北地方　モンテディオ山形－ベガルタ仙台（山形県陸上競技場）

### 第3回
2004年11月6日放送。全試合14時開始。
全国放送
- 総合テレビ（下記地域放送カード対象地区除く）、衛星ハイビジョンテレビ　J1・浦和レッドダイヤモンズ-清水エスパルス（埼玉スタジアム）
- 衛星第1テレビ　J1・ガンバ大阪-アルビレックス新潟 (万博記念競技場）[注 12] [注 13]

地域放送（いずれも総合テレビ）
- J1
  - 東海地方、広島県　名古屋グランパスエイト-サンフレッチェ広島（※2　瑞穂陸上競技場）[注 13]
  - 近畿地方、新潟県　ガンバ大阪-アルビレックス新潟（※1、2　万博記念競技場）[注 12] [注 13]
- J2
  - 北海道　コンサドーレ札幌-サガン鳥栖（札幌ドーム）
  - 山形県　モンテディオ山形-湘南ベルマーレ（山形県陸上競技場）
  - 茨城県、宮城県　水戸ホーリーホック-ベガルタ仙台（笠松競技場）[注 14]
  - 福岡県　アビスパ福岡-川崎フロンターレ（東平尾公園・博多の森球技場）

### 第4回
2010年3月13日放送。「Jリーグスペシャル」として6年振りの放送だが、前回までと放送体制が若干異なる。
- NHKが優先放送権を手放したこともあり、地上波（総合テレビ）と衛星放送との同時放送は行われない[注 15]。
- 全体の進行役として山岸舞彩（JリーグタイムMC）が出演する（この日は試合前後とハーフタイムにNHK放送センターから出演）。

同時中継では以下の4試合を放送した。各試合16時キックオフ。
全国放送
- 総合テレビ（下記地域放送カード対象地区除く）　J1・名古屋グランパスエイト-川崎フロンターレ（豊田スタジアム）

地域放送（いずれも総合テレビ）
- J1
  - 東北地方　ベガルタ仙台-大宮アルディージャ（ユアテックスタジアム仙台）
- J2
  - 北海道、福岡県　コンサドーレ札幌-アビスパ福岡（札幌ドーム）
  - 山梨県、茨城県（※2）　ヴァンフォーレ甲府-水戸ホーリーホック（山梨県小瀬スポーツ公園陸上競技場）[注 17]
  - 岡山県　ファジアーノ岡山-横浜FC（kankoスタジアム）

### 第5回
2010年5月5日放送。放送時間は13:55-16:05。全体進行役の山岸と一橋忠之（NHKアナウンサー）は浦和-名古屋の行われる埼玉スタジアムからの出演。いずれも14時試合開始。
なお、京都局では13:00-15:15に京都サンガFC-清水エスパルス（西京極陸上競技場、13時試合開始）を放送し、Jリーグスペシャルには参加しなかった。また、前回同様、地上波（総合テレビ）と衛星放送との同時放送は行われない。
全国放送
- 総合テレビ（下記地域放送対象カード地区除く）　J1・浦和レッドダイヤモンズ-名古屋グランパスエイト（埼玉スタジアム）

地域放送（いずれも総合テレビ）
- J1
  - 近畿地方（京都府は除く）　セレッソ大阪-鹿島アントラーズ（長居スタジアム）
- J2
  - 北海道　コンサドーレ札幌-東京ヴェルディ（札幌ドーム）
  - 山梨県　ヴァンフォーレ甲府-柏レイソル（小瀬スポーツ公園陸上競技場）
  - 福岡県、熊本県　アビスパ福岡-ロアッソ熊本（レベルファイブスタジアム福岡）

### 第6回
「Jリーグ開幕スペシャル」として2011年3月5日、13:50-16:05に放送。シーズン開幕戦での実施は初。東京の特設スタジオに香川真司（ボルシア・ドルトムント所属。骨折の治療・リハビリのため日本に一時帰国していた）をゲスト解説として迎え、全体進行役をアナウンサーの松野靖彦と2011年度Jリーグタイムキャスターの伊藤友里が務めた。
この日、BS1ではJ1・柏レイソル-清水エスパルス（日立柏サッカー場）を放送したが、19時キックオフであり、「開幕スペシャル」とは別枠で放送された。
全国放送
- 総合テレビ（下記地域放送対象カード地区除く）　J1・名古屋グランパスエイト-横浜F・マリノス（豊田スタジアム）
- 衛星第1テレビ　柏レイソル-清水エスパルス（日立柏サッカー場）[注 19]

地域放送（いずれも総合テレビ）
- J1
  - 山梨県、静岡県　ヴァンフォーレ甲府-ジュビロ磐田（山梨中銀スタジアム）
  - 近畿地方　ガンバ大阪-セレッソ大阪（万博記念競技場）
  - 広島県・宮城県　サンフレッチェ広島-ベガルタ仙台（広島ビッグアーチ）
- J2
  - 愛媛県・北海道　愛媛FC-コンサドーレ札幌（ニンジニアスタジアム）

### 第7回
2011年5月3日実施。今回は当日行われるJ1第9節7試合（鹿島vsC大阪・G大阪vs名古屋はACLの関係で8月に実施、J2第10節は翌日に開催）のうち5試合を中継した。全試合14時開始。全体進行役はアナウンサーの野地俊二、Jリーグタイムキャスターの伊藤友里、解説の長谷川健太。
BS1では、山形県域で放送したモンテディオ山形-柏レイソルを19:00-20:50に録画中継（生放送時より放送時間が10分短い）を行った。
全国放送
- 総合テレビ（下記地域放送対象カード地区除く）　浦和レッドダイヤモンズ-横浜F・マリノス（埼玉スタジアム）

地域放送（いずれも総合テレビ・J1）
- 宮城県・福岡県　ベガルタ仙台-アビスパ福岡（ユアテックスタジアム仙台）
- 山形県　モンテディオ山形-柏レイソル（NDソフトスタジアム）[注 20]
- 山梨県　ヴァンフォーレ甲府-大宮アルディージャ（山梨中銀スタジアム）
- 新潟県・兵庫県　アルビレックス新潟-ヴィッセル神戸（東北電力ビッグスワン）

### 第8回
「Jリーグ開幕スペシャル」として2012年3月10日13:55-16:05に放送。J1・J2が原則分散開催となったため、対象試合はすべてJ1開幕節の試合となる。全国放送対象となるユアテックスタジアム仙台をメイン会場として放送。全体進行役は吉松欣史で、ゲストに足立梨花（Jリーグ特命PR部女子マネージャー）を迎えた。
今回は下記地域放送対象地区ではデジタル放送のマルチ編成を活用し、地域別の試合をメインチャンネルで、全国放送対象試合（仙台-鹿島）をサブチャンネルで並列放送を行った。他地域ではマルチ編成を行わず全国放送分のみ。なお仙台対鹿島戦の中継は、3月10・11日にNHK総合が実施した東日本大震災関連の特別編成「明日へ〜支えあおう〜」の関連番組として放送された。
なお、広島県域では同時刻にサンフレッチェ広島-浦和レッズ（広島ビッグアーチ）の中継を行ったが、「Jリーグ開幕スペシャル」の中継には参加しておらず、実質的に全国放送の差し替えとなっている（広島県域でもマルチ編成放送を実施）。
全国放送
- 総合テレビ、NHKワールド・プレミアム　ベガルタ仙台-鹿島アントラーズ（ユアテックスタジアム仙台）

地域放送（いずれも総合テレビ［メインチャンネル］・J1）
- 北海道　コンサドーレ札幌-ジュビロ磐田（札幌ドーム）
- 愛知県・岐阜県・三重県・静岡県　名古屋グランパス-清水エスパルス（豊田スタジアム）
- 近畿地方　ガンバ大阪-ヴィッセル神戸（万博記念競技場）
- 九州・沖縄地方　サガン鳥栖-セレッソ大阪（ベストアメニティスタジアム）

### 第9回（J2スペシャル）
「J2スペシャル」として2012年4月30日に放送。当日行われるJ2第11節のうち3試合を生中継する。
通常の「Jリーグスペシャル」と異なり、地上波での多元生中継ではなく、キックオフ時間の異なる3試合をBS1で連続中継するというもので、NHK BSニュースを挟み6時間連続生放送となる。
全体進行役は山岸舞彩と足立梨花。山岸は三ツ沢から中継に参加の後、松本での試合中に横浜から調布に移動し、味の素スタジアムから中継を行った。足立は松本からの中継参加。
- 13:00-14:55 横浜FC - FC町田ゼルビア（ニッパツ三ツ沢球技場）
- 15:00-16:55 松本山雅FC - 京都サンガF.C.（長野県松本平広域公園総合球技場）
- 17:00-18:55 東京ヴェルディ - モンテディオ山形（味の素スタジアム）

### 第10回
「Jリーグ開幕スペシャル」として、2013年3月2日（土曜日）の 13:55 - 16:05に総合テレビで生放送。前年（第8回）に続き対象試合は全てJ1開幕節の試合となる。進行役は松野靖彦と杉浦友紀（いずれも東京アナウンス室所属のアナウンサー、杉浦は同年4月から『サタデースポーツ』・『サンデースポーツ』キャスター） で、エディオンスタジアム広島ピッチサイドの特設ブースから放送した。なお、一部の地域ではマルチ編成を使わず、地域放送対象カードのみ中継している。
なお、BS1で同日夜に放送されたナイトゲーム・大分トリニータ - FC東京（大分銀行ドーム）については、NHKの電子番組表上で「Jリーグ中継」とだけ扱われていた。翌日開催のJ2開幕節の試合については、全国向けの中継ではなく、一部のカードをホームタウンの地域放送局が「Jリーグ中継」のタイトルで放送した。
全国放送
- 総合テレビ（下記地域放送対象カード地区除く）　サンフレッチェ広島-浦和レッズ（エディオンスタジアム広島）

地域放送（いずれも総合テレビ・J1）
- 宮城県・山梨県　ベガルタ仙台 - ヴァンフォーレ甲府（ユアテックスタジアム仙台）
- 愛知県・岐阜県・三重県・静岡県　名古屋グランパス - ジュビロ磐田（豊田スタジアム）
- 近畿地方・新潟県　セレッソ大阪 - アルビレックス新潟（長居スタジアム）
- 佐賀県・福岡県（福岡局エリア＜福岡都市圏のみ＞[注 22]・茨城県　サガン鳥栖 - 鹿島アントラーズ（ベストアメニティスタジアム）

### 第11回
「Jリーグ開幕スペシャル」として、2014年3月1日（土曜日）の13:55 - 16:05に総合テレビで生放送。「開幕スペシャル」としての放送は3年連続。進行役は鳥海貴樹と森花子（水戸局所属）で、全国中継カードのセレッソ大阪 - サンフレッチェ広島に解説者として出演する福西崇史を交えながら、ヤンマースタジアム長居スタンド上段の特設スタジオから放送した。一部の地域では、マルチ編成を使わず、地域放送対象カードのみ中継した。
なお、BS1で同日夜に放送されたナイトゲーム・ガンバ大阪 - 浦和レッズ（万博記念競技場）については、NHKの電子番組表上で「Jリーグ中継」とだけ扱われていた。翌日開催分のカード（J1開幕節の一部およびJ2開幕節の全試合）については、全国向けの中継ではなく、一部のカードをホームタウンの地域放送局が「Jリーグ中継」のタイトルで放送する。
全国放送
- 総合テレビ（下記地域放送対象カード地区除く）　セレッソ大阪 - サンフレッチェ広島（ヤンマースタジアム長居）

地域放送（いずれも総合テレビ・J1）
- 宮城県・新潟県　ベガルタ仙台 - アルビレックス新潟（ユアテックスタジアム仙台）
- 愛知県・岐阜県・三重県・静岡県・長野県　名古屋グランパス - 清水エスパルス（豊田スタジアム）
- 山梨県・茨城県　ヴァンフォーレ甲府 - 鹿島アントラーズ（国立競技場）[注 23]
- 佐賀県・四国地方　サガン鳥栖 - 徳島ヴォルティス（ベストアメニティスタジアム）

### 第12回
「Jリーグ開幕スペシャル」として、2015年3月7日（土曜日）の13:55 - 16:05に総合テレビで生放送。「開幕スペシャル」としての放送は4年連続。進行役は小宮山晃義と赤木野々花（徳島局所属）で、全国中継カードのガンバ大阪 - FC東京戦に解説者として出演する福西崇史を交えながら、万博記念競技場ピッチサイドの特設ブースから放送した。前年同様、一部の地域では、マルチ編成を使わず、地域放送対象カードのみ中継した。
なお、BS1で同日夜に放送されたナイトゲーム・湘南ベルマーレ - 浦和レッズ（Shonan BMWスタジアム平塚）については、NHKの電子番組表上で「Jリーグ中継」とだけ扱われていた。翌日開催分のJ2開幕節では、大宮アルディージャ - ツエーゲン金沢（NACK5スタジアム大宮）BS1で生中継するほかは、全国向けの中継ではなく、一部のカードをホームタウンの地域放送局が「Jリーグ中継」のタイトルで放送する。
全国放送
- 総合テレビ（下記地域放送対象カード地区除く）　ガンバ大阪 - FC東京（万博記念競技場）

地域放送（いずれも総合テレビ・J1）
- 東北地方　ベガルタ仙台 - モンテディオ山形（ユアテックスタジアム仙台）
- 愛知県・岐阜県・三重県・長野県　名古屋グランパス - 松本山雅FC（豊田スタジアム）
- 広島県・山梨県　サンフレッチェ広島 - ヴァンフォーレ甲府（エディオンスタジアム広島）
- 佐賀県・新潟県　サガン鳥栖 - アルビレックス新潟（ベストアメニティスタジアム）[注 25]

### 第13回
「Jリーグ開幕スペシャル」として、2016年2月27日（土曜日）の13:50 - 16:05に総合テレビで生放送。「開幕スペシャル」としての放送は5年連続だが、過去最少の3会場同時中継となる。
なお、BS1で同日夜に放送されるナイトゲーム・FC東京 - 大宮アルディージャ（味の素スタジアム）については、NHKの電子番組表上で「Jリーグ中継」とだけ扱われている。翌日開催分のJ2開幕節では、2試合をホームタウンの地域放送局が「Jリーグ中継」のタイトルで放送する。
全国放送
- 総合テレビ（下記地域放送対象カード地区除く）　J1・サンフレッチェ広島 - 川崎フロンターレ（エディオンスタジアム広島）

地域放送（いずれも総合テレビ・J1）
- 静岡県・愛知県・岐阜県・三重県・長野県　ジュビロ磐田 - 名古屋グランパス（ヤマハスタジアム）
- 佐賀県・福岡県　サガン鳥栖 - アビスパ福岡（ベストアメニティスタジアム）

### 第14回
第14回も「Jリーグ開幕スペシャル」と題して2017年2月25日13:50-16:05に総合テレビで、また14:00-16:00にはBS1で次のカードを生放送する。総合テレビでは佐藤美希と杉岡英樹の進行でカシマスタジアムをキーステーションとして地域差し替え・BS1での放送を含む4試合の会場をリレー中継した。
全国放送（いずれもJ1）
- 総合テレビ（下記地域放送対象カード地区除く）　鹿島アントラーズ対FC東京（カシマスタジアム）
- BS1　清水エスパルス対ヴィッセル神戸（IAIスタジアム日本平）

地域放送（いずれも総合テレビ・J1）
- 北海道・宮城県　ベガルタ仙台 vs 北海道コンサドーレ札幌（ユアテックスタジアム仙台）
- 広島県・新潟県　サンフレッチェ広島 vs アルビレックス新潟（エディオンスタジアム広島）
- 佐賀県　サガン鳥栖 vs 柏レイソル（ベストアメニティスタジアム）

### Jリーグ30周年記念マッチ中継
2023年のJリーグは創設30周年に当たるため、後述の「Jリーグと私 30年の物語」のキャンペーンをはじめ、関連特番をゴールデンウィークから5月14日を中心に展開した。同日に国立競技場で行われた記念スペシャルマッチ「鹿島アントラーズ対名古屋グランパス」を13:05ｰ16:00に総合テレビジョンで生中継した。ただし、次にあげる地域は別カードへの差し替えが行われた。これらの試合はいづれも13:30キックオフとなり、プロ野球中継（後述）を放送する近畿地方（除・京都）のメインチャンネルを除き、13:28までは30周年記念マッチの開会セレモニーも放送された。
全国放送（下記差し替え地域を除き、かつNHK+でのネット同時配信実施）
- J1 鹿島アントラーズ vs 名古屋グランパスエイト（国立競技場）解説:福西崇史

地域放送
J1
- 新潟県:アルビレックス新潟 vs 横浜F・マリノス（デンカビッグスワンスタジアム）解説:宮澤ミシェル
- 近畿地方[注 27]:京都サンガFC vs ガンバ大阪（サンガスタジアム by KYOCERA）解説:早野宏史
- 福岡県・佐賀県:アビスパ福岡 vs サガン鳥栖（ベスト電器スタジアム）解説:小島伸幸

J2
- 福島県・秋田県:いわきFC vs ブラウブリッツ秋田（いわきグリーンフィールド）解説:森岡隆三

J3
- 青森県・岩手県:ヴァンラーレ八戸 vs いわてグルージャ盛岡（プライフーズスタジアム）ゲスト解説:柱谷哲二[注 28]、手倉森広吏[注 29]
- 愛媛県:FC今治 vs 愛媛FC（伊予決戦）（今治里山スタジアム）ゲスト解説:駒野友一[注 30]、西田剛[注 31]
- 鹿児島県:鹿児島ユナイテッドFC vs FC琉球（白波スタジアム）ゲスト解説:遠藤彰弘[注 32]

この他5月13日 にも下記の地域でJ2・J3のローカル中継が実施された（特記事項なき試合は14時開始）。
J2
- 宮城県・山形県:ベガルタ仙台 vs モンテディオ山形（みちのくダービー）（ユアテックスタジアム仙台）
- 山梨県:ヴァンフォーレ甲府 vs ジェフユナイテッド市原・千葉（JITリサイクルインクスタジアム）
- 石川県・長崎県:ツエーゲン金沢 vs V・ファーレン長崎（石川県西部緑地公園陸上競技場）
- 静岡県:清水エスパルス vs 藤枝MYFC（静岡ダービー）（IAIスタジアム日本平）
- 大分県・熊本県:大分トリニータ vs ロアッソ熊本（中九州ダービー）（レゾナックドーム大分 15時開始）

J3
- 長野県:AC長野パルセイロ vs 松本山雅FC（信州ダービー）（長野Uスタジアム　18時開始）

## NHKの他のサッカー中継との関連
- 以前はNHKが放映権を持っていた海外サッカーリーグ中継[注 34] の中継は主に本番組を担当する解説者・アナウンサー[注 35] が担当していた。
- NHKが放送するサッカーの国際大会においては、Jリーグスペシャルと同様に東京のスタジオに人員（主に女性キャスター[注 36] と男性のサッカー実況担当アナウンサー[注 37] 各1名、解説者1名、日本代表戦など場合によってはゲスト）を配置してハイライト映像などを放送する。

## 中継スタイル
ハーフタイムに当日のベンチレポーターのアナウンサーが監督に前半戦を振り返ってインタビューをする。BS1での放送の場合、どちらかの監督のインタビューをBSニュースの前に、もう一方の監督インタビューを後半開始直後に放送する。

## エピソード
- 1993年5月15日のJリーグオープニングマッチであるヴェルディ川崎vs横浜マリノス（国立競技場）のキックオフが19:30となったのは、ニュースに引き続き19:27からNHK総合テレビで生中継を行うためのものであった（当日の実況担当は山本浩）。以後、NHKでも何度か総合テレビでゴールデンタイムの生放送が行われた。
- 創設当初はNHKに放映権の優先権があったことから、旧BS1にて1日で3-4試合放送した節もあった。中には土曜日の試合で日中からゴールデンタイムにかけてのほぼ午後全体がJリーグ中継で集中編成された日や、1997年に放送衛星がこれまでの「ゆり2号」から「B-SAT」になって以後、春季と秋季の「食」による深夜放送中断がなくなったことを利用して、深夜の録画放送（1試合）を組んだものがあった。
- 上述のとおりステージ優勝決定試合は基本的に地上波で中継を行うが、編成の都合で地上波で放送されないケースもあった（例・1998年第2ステージの鹿島アントラーズや1999年第1ステージ、2002年第2ステージのジュビロ磐田や2020年の川崎フロンターレなど。但し、ジュビロが優勝した1999年第1ステージと2002年第2ステージ[注 38] は、仮に最終節まで優勝が決まらなければという前提で、総合テレビでの生放映予定が予め組まれていた）。また、1997年のステージ優勝の試合（第1ステージ・鹿島、第2ステージ・磐田）については、BSでの生放送をそのまま総合テレビで深夜（ミッドナイトチャンネル）に録画中継したこともあった。
- 2005年12月3日に行われたJ1最終節（第34節）では、優勝の可能性のあった5チームがそれぞれ同時刻に別のチームと戦い、これら5試合の結果次第で優勝が左右されることから、放映権を持たない試合を含む以下の5試合すべてに中継車・アナウンサーを派遣し、平行して随時ゴールシーンを流すなどして同時中継を行った（太字が優勝の可能性のあったチーム）。なお、放映権を持たない試合では、ゴールシーン以外は試合前・ハーフタイム時のみ中継を行った。この年は、最終的にガンバ大阪が優勝となったため、試合終了後は総合テレビでもガンバ大阪の優勝セレモニーが放映された（この間だけ総合テレビとBS1のサイマル放送となった）。
  - 総合テレビ（新潟を除く）　セレッソ大阪 - FC東京（長居スタジアム）
  - 衛星第1テレビ　川崎フロンターレ - ガンバ大阪（等々力陸上競技場）
  - 総合テレビ（新潟県）　アルビレックス新潟 - 浦和レッドダイヤモンズ（新潟スタジアム）
  - （放映権なし）　鹿島アントラーズ - 柏レイソル（カシマスタジアム）
  - （放映権なし）　ジェフユナイテッド市原・千葉 - 名古屋グランパスエイト（フクダ電子アリーナ）
- 事件・事故・災害等の報道特別番組を放送する場合や、その他の重要なスポーツイベント（プロ野球の優勝決定戦など）を中継する場合には、そちらの放送を優先させ、Jリーグ中継は放送中止または放送時間等の変更を行う場合がある。BSでの中継に於いては、2011年以降はBS1サブチャンネルの102チャンネル（標準画質）にて生放送し、放送中止となるケースは減少している。
  - 2003年の開幕カードのうち、3月21日のジュビロ磐田vs横浜F・マリノス（静岡スタジアム エコパ）は当初総合テレビで、3月22日のセレッソ大阪vsヴィッセル神戸（長居スタジアム）は当初BS1でそれぞれ放送予定だったが、直前に勃発したイラク戦争関連報道を優先させるため、2試合ともBS2での放送となった。
  - 2004年10月23日は、16時から総合テレビで鹿島アントラーズvs浦和レッドダイヤモンズ（茨城県立カシマサッカースタジアム）の生中継を行っていたが、試合終了とほぼ同時に新潟県中越地震が発生。中継を打ち切り、報道特別番組に切り替えとなった。また、BS1で19時から放送予定だったヴィッセル神戸vsサンフレッチェ広島も同様の理由で深夜0時からの録画中継の対応をとった（速報Jリーグは22時から放送）。
  - 2007年9月29日は、19時からガンバ大阪vs大分トリニータ（万博記念競技場）を生中継する予定だったが、北海道日本ハムファイターズのリーグ優勝がかかる千葉ロッテマリーンズ戦（千葉マリンスタジアム、18時試合開始）の生放送に切り替え、Jリーグ中継（直後放送予定だったJリーグタイムを含む）は当日夜の中継録画とした。
  - 2009年5月16日の浦和レッドダイヤモンズvsガンバ大阪（埼玉スタジアム2002）は、当初総合テレビとNHKワールド･プレミアムで放送される予定だったが、同日行われる民主党代表選挙関連の特別編成（BS1も含む）のため、生放送はBS2での放送に、総合テレビは同日深夜（翌日未明）の録画放送に、NHKワールド・プレミアムでは同日22時10分からの録画放送にそれぞれ変更された。BS2でJリーグ放送が行われるのは上述の2003年以来6年ぶりのこと。
  - 2010年9月25日は、19時から横浜F・マリノスvsベガルタ仙台（日産スタジアム）を生中継する予定だったが、この日にリーグ優勝する可能性があった福岡ソフトバンクホークスの試合（北海道日本ハムファイターズ戦、札幌ドーム、18時試合開始）の生放送に切り替え、Jリーグ中継は当日深夜に録画中継の対応をとった（Jリーグタイムは野球中継の後に放送）。
  - 2015年5月30日のJ1・1stステージ第14節・FC東京vs柏レイソル（味の素スタジアム）は、66分（後半21分）に発生した地震のニュース（試合も一時中断した）を放送するため、途中で中継終了となった（Jリーグタイムは21:25から放送）。なおこの試合の模様は5月31日（6月1日未明）の深夜1時に再放送された。
  - 2016年4月16日のJ1・1stステージ第7節・サガン鳥栖vsヴィッセル神戸（ベストアメニティスタジアム）は、4月14日に発生した平成28年熊本地震の影響で試合中止・順延となった。同試合は6月3日に代替試合が行われたが、放送はされなかった。
  - 2022年8月13日のJ1第25節・FC東京vsセレッソ大阪（味の素スタジアム）は、台風8号の影響で試合中止・順延となった。同試合は10月12日に代替試合が行われたが、同時刻に横浜F・マリノスの優勝が掛かった横浜F・マリノスvsジュビロ磐田（日産スタジアム）を優先した為に放送はされなかった。
- 2013年5月11日のJ1第11節・浦和レッドダイヤモンズvs鹿島アントラーズ（埼玉スタジアム2002）は「Jリーグ20thアニバーサリーマッチ」として開催され、通常のナイター開催時より1時間繰り上げて18時から21時まで放送された。この放送では副音声の特別ゲスト解説者として、1993年のJリーグ開幕時に現役選手・監督として、また引退後もNHKのJリーグ解説に携わった木村和司（当時横浜マリノス選手）と加茂周（当時横浜フリューゲルス監督）、進行に開幕戦実況を担当した当時NHKスポーツアナウンサーの山本浩を迎えた。[16]
- 2015年8月16日のJ1・2ndステージ第7節・鹿島アントラーズvsベガルタ仙台（カシマスタジアム）の中継では、新たな試みとしてリアルタイムデータを活用した中継が実施された[17]。これは、BS1のマルチチャンネル編成を活用し、メインチャンネル (101ch・ハイビジョン画質) では通常の実況放送（解説・早野宏史、実況・杉岡英樹）を放送する一方で、サブチャンネル (102ch・SD画質) では『必見!データがサッカー中継を変える』（解説・山本昌邦、司会・内山俊哉）と題して、画面上半分にメインスタンド中央からピッチ全体を俯瞰した映像を表示、画面下半分には走行距離やスプリント回数等のトラッキングデータやポゼッション率などの各種スタッツデータをリアルタイムで表示、さらには注目選手を追いつづけるカメラの画像を据え、データ分析や画面上にペンを使ったマークアップ表示を行うなどの試みが行われた。
- 2017年4月16日のデーゲーム・FC東京vs浦和レッズ戦（味の素スタジアム）では101で通常の実況放送（解説・早野、実況・鳥海）を行いつつ、102では「徹底マーク!!ゴールキーパー」というテーマで、ゴールキーパーの動きに特化した映像を小島と山本（司会・曽根）が分析し、視聴者からの質問にも答えるという体裁で放送が行われた。この内容のダイジェスト版が5月28日にBS1で放送された『スポーツイノベーション』「サッカーの守備の要・GK」と題し、浦和・西川の動きを通して、小島が分析するという内容で放送された。
- 2022年4月10日のデーゲーム・FC東京vs浦和レッズ戦（味の素スタジアム）の中継は総合テレビでの放送となるが、前日からEテレにて放送が開始されたアニメアオアシとのコラボレーションしての中継となった。
- 2023年5月14日のJ1第13節・鹿島アントラーズvs名古屋グランパス（国立競技場）は「Jリーグ30周年記念スペシャルマッチ」として開催され、総合テレビでは13時05分から16時まで放送された。この放送では、試合開始前に行われたRADWIMPSが制作した「Jリーグ開幕30周年記念アンセム」である『大団円』の初披露を生中継した。
- 同年7月1日は当初サガン鳥栖vs浦和レッズ戦（駅前不動産スタジアム）をBS1で放送する予定だったが、急遽102でもアンドレス・イニエスタのJリーグラストマッチとなったヴィッセル神戸vs北海道コンサドーレ札幌戦（ノエビアスタジアム神戸）を放送した（解説・早野、実況・曽根）。この中継は、東京からのオブチューブ中継となった。また、試合終了後に行われた退団セレモニーも中継した[注 39]。

## Jリーグと私 30年の物語
『Jリーグと私 30年の物語』は、2023年にJリーグのリーグ戦開始から30年を迎えるのを機に、視聴者からJリーグにまつわるエピソードをNHKの特設サイト とJリーグ公式サイト内、各地域放送局を通じて募集し、それに基づいて構成されるミニ番組。Jリーグ中継の途中や各地域放送局の地域情報番組内で放送される。
また、全国のJリーグクラブ等に関わってきた人物を取材した5分間のミニ番組も制作されており、NHK BS1で初回放送され、NHK総合でも随時放送される。ナレーションは勝呂美和子。
| 初回放送日    | タイトル                       | 概要・取り上げた人物                                         |
| ------------- | ------------------------------ | ------------------------------------------------------------ |
| 2023年1月28日 | SC相模原編                     | 望月重良（クラブ創設者）                                     |
| 2023年1月29日 | 清水 サッカーの母編            | 綾部美知枝（サッカー指導者、オール清水元監督）               |
| 2023年1月29日 | サンフレッチェ広島ユース編     | 稲田浩（三矢寮寮長、広島ユース1期生）                        |
| 2023年1月30日 | ガイナーレ鳥取編               | 野口功（芝生生産担当者、元選手）                             |
| 2023年3月7日  | 愛媛FC編                       | 小林有吾（漫画家、『アオアシ ブラザーフット』作者）          |
| 2023年3月7日  | ベガルタ仙台編                 | 瀬川誠（ヘッドオブコーチング兼ジュニアユース監督）           |
| 2023年3月8日  | ヴァンラーレ八戸編             | 下平賢吾（代表取締役社長）                                   |
| 2023年3月8日  | アルビレックス新潟編           | 鈴木慎吾とサポーターの交流                                   |
| 2023年3月10日 | 水戸ホーリーホック編           | 本間幸司とサポーターの交流                                   |
| 2023年3月10日 | さぎぬまSC編                   | カタールW杯日本代表4名を輩出したジュニアサッカークラブ       |
| 2023年5月11日 | 横浜フリューゲルス編           | 桜井孝司（元選手）                                           |
| 2023年5月13日 | 名古屋グランパス編             | 渡邉光子（アマチュア写真家）                                 |
| 2023年5月13日 | キングカズ編                   | 三浦知良による小学校での特別授業                             |
| 2023年5月14日 | 松田直樹編                     | 松田の死を契機に始まったAED普及の取り組み                    |
| 2023年5月22日 | ヴァンフォーレ甲府編           | 山本英臣（選手）                                             |
| 2023年5月22日 | 三笘薫と中村憲剛編             | 中村に憧れて川崎フロンターレの育成組織に入団した三笘との物語 |
| 2023年5月31日 | 大宮アルディージャ編           | 木村雅俊（手話応援企画の実行委員）                           |
| 2023年6月1日  | 川崎フロンターレ編             | サッカー観戦を通じた不登校の娘と父との交流                   |
| 2023年7月3日  | ジェフユナイテッド市原・千葉編 | ケンペスとサポーターの交流                                   |
| 2023年7月3日  | 東京ヴェルディ フラッグ職人編  | 影山洋（有限会社染太郎代表）                                 |

5月3日 21:00-22:40には、「Jリーグと私 30年の物語 スペシャル」と題して、国立競技場にゲストを招き、数々の名場面や視聴者が寄せたエピソードを紹介する番組を放送した。出演者は元NHKアナウンサーの山本浩と元選手の中田浩二、水沼貴史、福西崇史、大久保嘉人、槙野智章、中澤佑二、サッカー通のタレント・影山優佳（日向坂46）。進行役は廣瀬智美。ナレーションは三宅民夫が務めた。

## Jリーグと私 あの試合を忘れない
『Jリーグと私 30年の物語』の続編として2025年から放送されている5分間のミニ番組。NHKエンタープライズ制作。今回はクラブに関わる人物と共に、その人物が印象に残る試合をピックアップする。NHK BSで初回放送され、NHK総合でも随時放送されるほか、Jリーグ公式YouTubeチャンネルでも公開されている。
| #  | 初回放送日    | チーム | 取り上げた人物                                         | 思い出の試合                                                            |
| -- | ------------- | ------ | ------------------------------------------------------ | ----------------------------------------------------------------------- |
| 1  | 2025年2月16日 | 札幌   | 大地忍（ユース寮「しまふく寮」寮母）                   | 2019年のJリーグカップ決勝・札幌vs川崎                                   |
| 2  | 2025年2月21日 | 水戸   | 石井正晋（茨城県職員）                                 | 2011年J2第8節・水戸vs徳島（東日本大震災後初のホームゲーム）             |
| 3  | 2025年2月21日 | 大宮   | 藤井大典（サポーター）                                 | 2024年J3第25節・長野vs大宮（大雨のため途中で中止になった試合）          |
| 4  | 2025年2月22日 | FC東京 | 中尾葵音美（サポーター）                               | 2020年J1第18節・FC東京vsC大阪                                           |
| 5  | 2025年2月23日 | 東京V  | 長谷川めい（稲城長峯ヴェルディフィールド元アルバイト） | 2023J1昇格プレーオフ決勝・東京Vvs清水                                   |
| 6  | 2025年2月28日 | 川崎   | 持田温紀（中央大学サッカー部学生スタッフ）             | 2017年J1最終節・川崎vs大宮（川崎の初優勝決定試合）                      |
| 7  | 2025年3月12日 | 千葉   | 蒲田健（スタジアムDJ）                                 | 2008年J1最終節・千葉vsFC東京                                            |
| 8  | 2025年3月13日 | 松本   | 山口智宏（サポーター）                                 | 2018年J2第25節・大宮vs松本                                              |
| 9  | 2025年3月25日 | いわき | 吉﨑沙紀（地域推進担当スタッフ）                       | 2020年（第22回）JFL第22節・いわきvsFC大阪                               |
| 10 | 2025年3月26日 | 名古屋 | 山田一輝ほか（サポーター）                             | 2024年のJリーグカップ準決勝第2戦・名古屋vs横浜FM                        |
| 11 | 2025年4月13日 | 新潟   | 森田淳（サポーター）                                   | 2003年J2最終節・新潟vs大宮（新潟のJ1初昇格決定試合）                    |
| 12 | 2025年4月20日 | 甲府   | 樋口浩（サポーター）、阿井達也（元選手）               | 2000年J2第33節・新潟vs甲府（甲府が連敗を19で止めた試合）                |
| 13 | 2025年4月27日 | 柏     | 横山孝樹（サポーター）                                 | 2010年J2第3節・柏vs福岡（工藤壮人がJリーグ初ゴールを決めた試合）        |
| 14 | 2025年5月5日  | 町田   | 田中夕子（サポーター）                                 | 2016年J2第19節・町田vs愛媛                                              |
| 15 | 2025年5月7日  | 鹿島   | 内藤悠史（広報担当）                                   | 1997年J・1st第9節・V川崎vs鹿島                                          |
| 16 | 2025年5月8日  | 京都   | 鈴木猛史（サポーター）                                 | 2020年PSM・京都vsC大阪（サンガスタジアム by KYOCERAのこけら落とし試合） |
| 17 | 2025年6月1日  | 横浜FM | スチュアート・ウッドワード（サポーター）               | 2012年J1第32節・横浜FMvs柏                                              |
| 18 | 2025年6月8日  | 山形   | 奥山広明（サポーター）                                 | 2024年J2第36節・山形vs熊本                                              |
| 19 | 2025年6月15日 | 奈良   | 都並優太（選手）                                       | 2023年J3第3節・長野vs奈良（奈良のJリーグ初勝利となった古巣対戦）        |
| 20 | 2025年6月22日 | 大分   | 末宗凌（ブロガー、元ユース選手）                       | 2019年J1第23節・大分vs鹿島                                              |